# Ludwig Deiters
Ludwig Deiters (* 23. Dezember 1921 in Berlin; † 26. April 2018 ebenda) war ein deutscher Architekt und Denkmalpfleger. Er war von 1961 bis 1986 Generalkonservator des Instituts für Denkmalpflege der DDR. Er war damit verantwortlich für den Denkmalschutz in der DDR.

## Leben

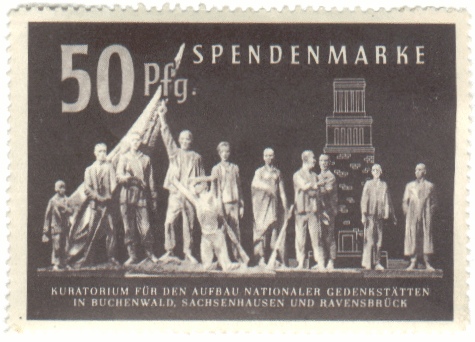
Spendenmarke der DDR zum Aufbau der KZ-Gedenkstätten

Deiters war der Sohn des Pädagogen und Bildungspolitikers Heinrich Deiters (1887–1966). Nach dem Beginn des Zweiten Weltkriegs wurde er zur Wehrmacht einberufen. Er nahm als Soldat am Krieg teil und geriet in Gefangenschaft.
Deiters trat 1946 der SED bei und studierte von diesem Jahr bis 1950 Architektur an der Technischen Hochschule Berlin. Von 1950 bis 1952 arbeitete er im Institut für Bauwesen der Akademie der Wissenschaften im Bereich der Schulbauforschung und an Schulbauprojekten mit, die z. T. im Entwurfsbüro Stalinstadt in den Jahren 1952/53 weitergeführt wurden. Zu den realisierten Bauvorhaben zählen die Oberschule in Sassnitz (1951) und die Schule im Wohnkomplex II von Stalinstadt.
Danach war er Mitarbeiter des Chefarchitekten von (Ost-)Berlin Hermann Henselmann und arbeitete an der Planung für die Bebauung am Frankfurter Tor mit. Von 1954 bis 1957 arbeitete er an den Entwürfen für die KZ-Gedenkstätten Buchenwald, Ravensbrück und Sachsenhausen mit.
Von 1957 bis 1961 war er Konservator im Institut für Denkmalpflege des Bezirkes Potsdam, danach bis 1986 Generalkonservator des Institutes für Denkmalpflege. 1967 wurde er Honorarprofessor der Hochschule für Architektur und Bauwesen Weimar und der späteren Kunsthochschule Berlin-Weißensee. 1977 wurde er stellvertretender Vorsitzender des Rates für Denkmalpflege beim Ministerium für Kultur und Präsident des Nationalkomitees des Internationalen Rates für Denkmalpflege (ICOMOS). Als Denkmalpfleger erwarb er sich über einen langen Zeitraum hinweg Verdienste bei der Erhaltung von Kirchen, Klöstern und Schlössern in der DDR. 1987 ging er in den Ruhestand und engagierte sich danach in praktischen Denkmalpflegeprojekten. Sein Nachfolger als Generalkonservator wurde Peter Goralczyk.
Deiters lebte in Berlin-Johannisthal.

## Ehrungen
Deiters wurde 1959 Mitglied des Architektenkollektivs der Nationalen Mahn- und Gedenkstätten, dem auch Hans Grotewohl, Horst Kutzat, Hubert Matthes, Hugo Namslauer und Kurt Tausendschön angehörten, für die Gestaltung des Buchenwald-Denkmals mit dem Nationalpreis und 1975 mit dem Vaterländischen Verdienstorden in Bronze und 1986 in Gold ausgezeichnet. 1988 wurde Ludwig Deiters der Karl-Friedrich-Schinkel-Ring des (Bundes-)Deutschen Nationalkomitees für Denkmalschutz zuerkannt. Die Reise zur Preisverleihung nach West-Berlin wurde ihm jedoch von den DDR-Behörden verweigert. 1976 erhielt er die Johannes-R-Becher-Medaille in Gold.

## Schriften
- Geleitwort in: Götz Eckardt (Hrsg.); Horst Drescher (Bearb.): Schicksale deutscher Baudenkmäler im Zweiten Weltkrieg. Eine Dokumentation der Schäden und Totalverluste auf dem Gebiet der Deutschen Demokratischen Republik. Bd. 1., Berlin – Hauptstadt der DDR, Bezirke Rostock, Schwerin, Neubrandenburg, Potsdam, Frankfurt/Oder, Cottbus, Magdeburg. Henschel-Verlag, Berlin, 1978.